# Braunia secunda
Braunia secunda là một loài Rêu trong họ Hedwigiaceae. Loài này được (Hook.) Bruch & Schimp. mô tả khoa học đầu tiên năm 1846.